# 英国海外航空機空中分解事故
英国海外航空機空中分解事故（えいこくかいがいこうくうきくうちゅうぶんかいじこ）は、1966年（昭和41年）3月5日に英国海外航空（BOAC-British Overseas Airways Corporation、現ブリティッシュ・エアウェイズ）のボーイング707型機が富士山付近の上空で乱気流に巻き込まれ、空中分解して墜落するという航空事故である。

## 事故機に関する情報
911便に使用されたボーイング707-436型（機体記号：G-APFE、製造番号：17706）は、1960年に製造された。総飛行時間は19,523時間33分で、総飛行回数は6,774回であった。

### 運航乗務員
機長は45歳の男性で、1946年3月6日にBOACに入社した。総飛行時間は14,724時間で、そのうち2,155時間がボーイング707の飛行である。ボーイング707の機長の操縦資格は1960年12月3日に取得した。
第一操縦士は33歳の男性で、1957年9月29日にBOACに入社した。総飛行時間は3,663時間で、そのうち2,073時間がボーイング707の飛行である。ボーイング707の副操縦士の操縦資格は1962年6月26日に取得した。
別の第一操縦士は33歳の男性で、1957年9月23日にBOACに入社した。総飛行時間は3,906時間で、そのうち2,538時間がボーイング707の飛行である。ボーイング707の副操縦士の操縦資格は1962年7月8日に取得した。
航空機関士は31歳の男性で、1957年7月8日にBOACに入社した。総飛行時間は4,748時間で、そのうち1,773時間がボーイング707の飛行である。ボーイング707の航空機関士の飛行資格は1963年4月17日に取得した。

## 事故の経過

### 羽田到着から離陸まで
英国海外航空 （BOAC）911便はサンフランシスコを起点とし、ホノルル・羽田空港を経由して香港に向かう計画であった。羽田空港には1966年（昭和41年）3月4日16時45分に到着予定であったが、羽田が濃霧で閉鎖されたために板付飛行場（現在の福岡空港）へダイバートし、1日遅れの3月5日12時43分に羽田へ到着した。

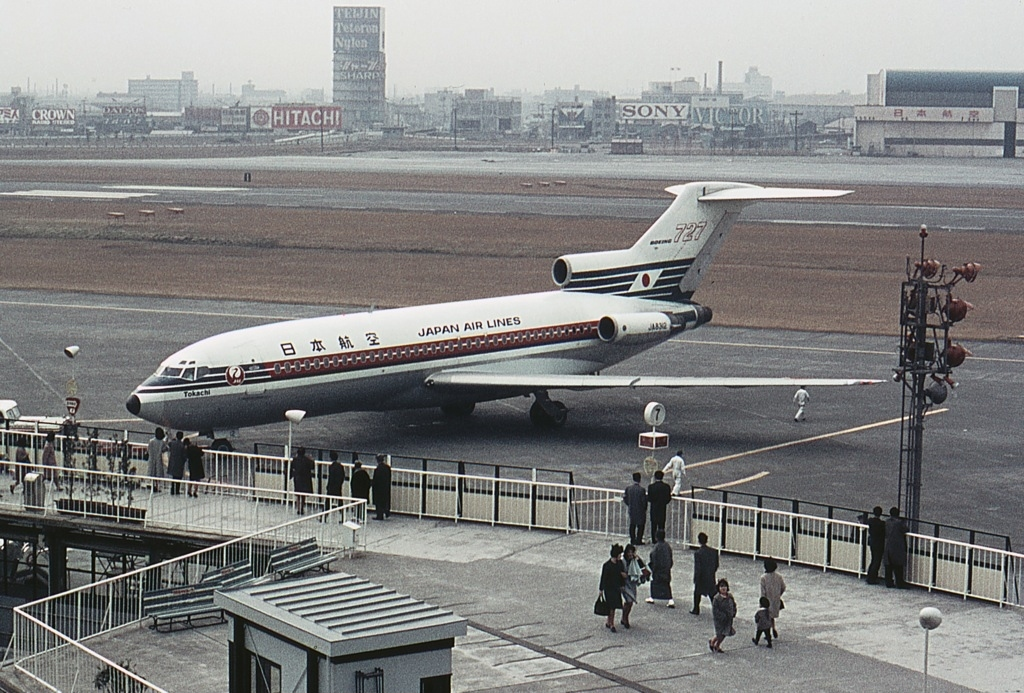
羽田空港（1967年）

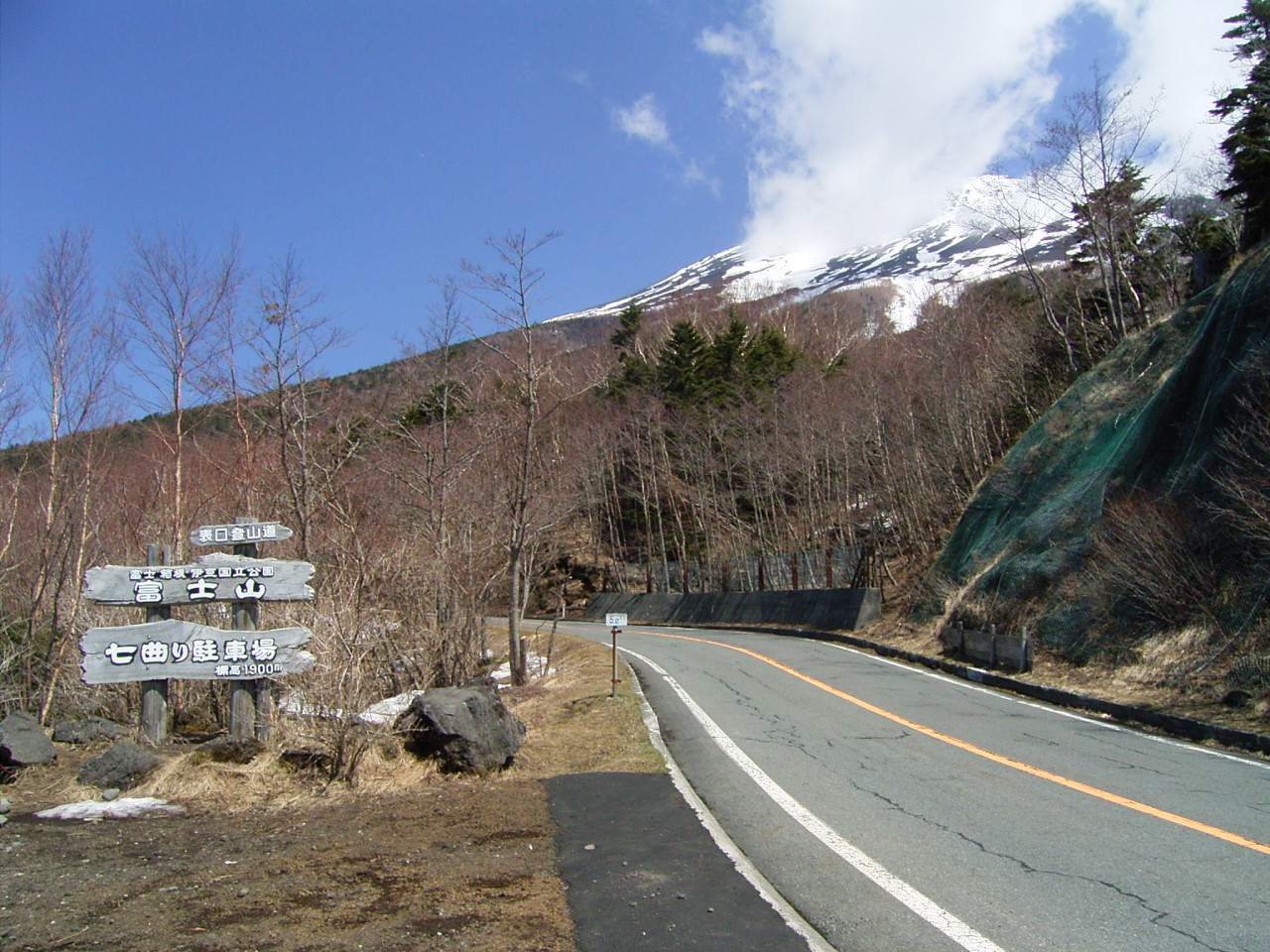
富士山麓・太郎坊付近

911便は13時58分に羽田空港から香港の啓徳空港に向けて約2時間の遅れで離陸した。滑走路脇には前日に濃霧の中、着陸に失敗して大破・炎上したカナダ太平洋航空のダグラス DC-8の残骸が散乱していた（カナダ太平洋航空402便着陸失敗事故）。
機長は離陸前のタクシングを始める寸前に、提出済みの羽田空港から伊豆大島経由で香港に向かう計器飛行方式 (IFR)によるコースではなく、富士山上空へ直行する有視界飛行方式 (VFR)を要求し、受理されていた。離陸完了後、機長から管制塔への無線通信による「ごきげんよう (Good day)」が、当該機による最後の言葉となった。

### 空中分解
羽田空港を離陸し巡航高度に上昇中の14時15分ごろ、静岡県御殿場市上空付近15,000フィート (4,600 m)を飛行中、乱気流に遭遇して右翼が分断されるなどして機体は空中分解し、御殿場市の富士山麓・太郎坊付近に落下した。
空中分解してから墜落するまでの様子を目撃していた自衛隊員などによると、空中分解した後に両翼から白いジェット燃料を吹き出しながら機体中心部が地面に衝突し、爆発音とともに黒煙が上がったという。その後操縦席を含む機首部分が焼失した。機首付近は本来燃料タンクが無いため炎上しないはずだったが、911便は乱気流遭遇時に主翼付近のタンク隔壁を燃料が突き破って機首付近に溜まっていたことが火災の原因となった。翌朝になっても機首を含めた機体の一部はまだ燃え続けており、ジェット燃料の白い煙と臭いが絶えない状況であった。
毎日ニュースの事故解説によると、空中分解した機体の破片は墜落地点から20キロメートルも離れた所にまで飛び散っていたという。また乗客の手荷物・日本の土産物などの遺品は、墜落現場地点からかなり離れた所でも発見されている。これらはBOAC機が激しい乱気流に巻き込まれた際に主翼などが破損して空中分解する途中、広範囲に渡って機体の破片・遺品が飛散したことによるものとみられている。
事故発生から間もなく、事故の瞬間を目撃していた自衛隊員や警察官などが現場に駆け付けたが生存者はおらず、乗員11名・乗客113名の合計124名（日本人13名を含む）全員が犠牲となった。なお山林地帯への墜落であったこともあり、地上の犠牲者及び負傷者はいなかった。

## 事故調査
墜落の瞬間は、富士山測候所職員や陸上自衛隊東富士演習場の自衛隊員・路線バスの運転手・箱根へ社員旅行に来ていた旅行者など複数の目撃者がおり、その多くが静岡県警察に通報したことや住宅地・自衛隊の駐屯地から余り遠くなかったことから、早いタイミングで警察官や消防隊員が墜落現場に駆け付けて捜索にあたった。
当初墜落したのは小型機であるとの情報が寄せられたほか、白い煙と部品を撒き散らしながら墜落するのをパラシュートで乗員が脱出したものと勘違いして「自衛隊機が墜落した」という誤報も伝えられたが、墜落現場に駆け付けた警察官や消防隊員・自衛官らが「BOAC」・「Boeing 707」と書かれた機体の残骸を発見し、英国海外航空のボーイング707型機が墜落したことを確認した。
前述の自衛隊員が事故機の墜落時刻に前後して、この日に平和台野球場（福岡市）で行われたプロ野球オープン戦の西鉄ライオンズ対読売ジャイアンツの試合のラジオ中継（NHKラジオ第1放送）を偶然聴いていたとされ、その自衛隊員の「（1回表の）巨人の攻撃で長嶋（茂雄）・森（昌彦、現・祇晶）が出て（6番打者の）吉田（勝豊）の打席の時に、飛行機の主翼の両端辺りから白く尾を引き始めました」という証言を元に、本件事故の捜査本部がNHKの当該試合中継の録音テープを分析した結果、正確な墜落時刻が判明した。
富士山測候所の『カンテラ日誌』には「14時15分、南東方の上空500メートルくらいのところに上昇姿勢で右翼の3分の2を残し、火と煙を噴いて落ちる飛行機を発見」と記録された。
これらの目撃証言に加えて、乗客の1人が持っていた8ミリカメラ（アメリカ・キイストン社製）が回収され、この記録内容が事故原因究明に大きく寄与した。
事故機に搭載されていたフライトデータレコーダー(FDR)は発見から間もなく回収されたが、墜落時の火災で破壊されており分析調査は断念せざるを得なかった。しかし墜落までの光景については、前述のように自衛隊員をはじめ多くの目撃者がおり、さらに富士スピードウェイで行われていた自動車レースを取材中の平凡パンチのカメラマン・社員旅行の男性によって空中分解して墜落する機体の写真も撮影されていた。社員旅行で箱根・駒ケ岳山頂に登ったこの男性は、新調したばかりの200ミリ望遠レンズで「飛行機雲のようなものを引いて富士に向かって飛ぶ飛行機」を撮ったつもりが、実際には墜落の瞬間だった。この写真を含めた記事は朝日新聞の東京本社版に7段抜き・大阪本社版には9段抜きで掲載され、更にAP経由で世界中に配信された。

### 山岳波
富士山の周囲では「山岳波」という特殊な乱気流の発生が知られており、ヘリコプターなどでの頂上部への接近は危険だと認知されていたが、旅客機が通過することは問題視されていなかった。ところが後の天気図や気象衛星画像、風洞実験等による分析で、この日は中国大陸からの強い季節風のために従来の予想を大幅に上回る強い山岳波が発生していたことが判明した。
この強い乱気流によって、ボーイング707の設計荷重を大幅に超える応力（事故分析では7.5G 以上、この数値の推定に上記の8ミリカメラ映像が役立った）が各部にかかり、垂直安定板および右水平安定板が破損、次いで右主翼端やエンジンが脱落し、主翼全体から漏れ出した燃料が白煙のように尾を曳きながらきりもみ状態で墜落に至った。
なお、山岳波は富士山のような孤立した高い山の風下で特に強くなるとされており、その影響は標高の5割増しの高度まで及ぶといわれている。このため当日の富士山の場合、南側かつ高度5,800m以下の飛行は特に危険となるが、事故機の飛行ルートはまさにその範囲に該当していた。
事故の原因について、当初は山岳波の研究が進んでいるロンドン大学のスコーラー教授らが発表していた「山体のかなり上部を波状に流れる気流」が有力視されていた。しかし、この気流は数十秒から数分の長い周期で流れる方向が変わるのに対し、目撃者の証言や事故の写真撮影などから、気象庁気象研究所は「もっと短い周期で方向が変わる未知の空気の流れがあるはず」と研究を進めた結果「山体表面近くの気流が地表から剥がれる時に渦を巻き、それが山体から遠くまで続くこと」を発見し、これが事故原因である事を突き止めた。気象研究所ではこの現象を「剥離現象」と命名し、事故から4年後の1970年4月に発表した。

### 飛行経路

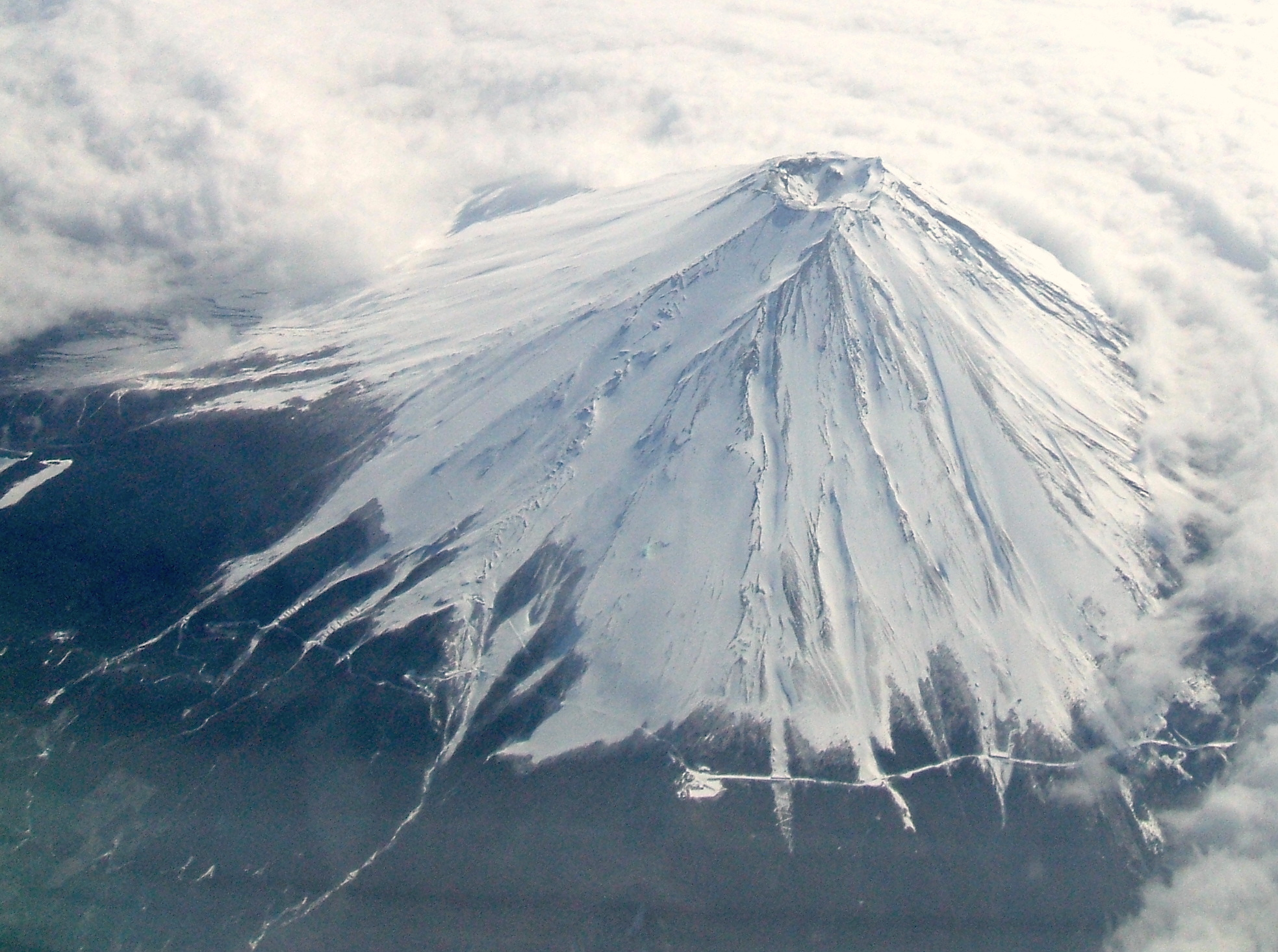
北側を飛行する旅客機から見た富士山
（2007年2月撮影）

機長が通常よりも数千メートルも低い高度で、しかも有視界方式により富士山近傍を飛行しようとした理由は未だに判然としていない。なお、ホノルルから羽田へのフライトは濃霧（前日のカナダ太平洋航空機事故の一因となった）によるダイバートにより、福岡空港へ着陸後、当日朝に羽田に再度向かったため、出発が20時間以上遅れていたことが判明している。
そうした点から下記の要因が推定されている。
- 当初の羽田の到着予定より大幅に遅れていた為、飛行距離を短縮させて早く次の目的地の香港に到着したかった。
- アメリカ人の団体観光客が多く搭乗していた為、観光サービスも兼ねて乗客に日本の象徴である富士山を近くで見学してもらいたいと思った。

また運航航空会社は911便の直前に離陸した伊豆大島経由で鹿児島に向かう全日空機の存在が判断に影響したと指摘したが、この機はターボプロップ機のフォッカー F27で、巡航高度も巡航速度も911便よりも低かったため、無関係とされた。
事故原因調査の過程では、本事故以前に同じ911便（別の機長）が何度か富士山上空を経由して飛行したことが確認されている。このことは柳田邦男の「マッハの恐怖」に触れられており、2月5日の911便の飛行は乗客が撮影した富士山頂の写真もあったが、この時の飛行は富士山の北側からであった。事故調査報告書によれば、「富士経由の有視界飛行は、もし、それが航空機の進行を促進するために行われたものであるならば、機長の裁量に属することである。ただ、この場合における有視界上昇を要求した理由については、旅客に富士山をよりよく見せようとすることと関連があったかも知れないが、これを明らかにすることは出来なかった」のだという。
事故調査委員会はこの事にも注目し検証を行うも、事故機機長が富士山周辺経由・しかも高度を低くして飛行を決断した理由を明確化出来ておらず、さらにはイギリス側調査団より東京航空地方気象台の乱気流警報発令が事故後2時間半後であるのに、事故機機長が予知可能かとの反論などもあり、結局航空会社は事故に対して不可抗力であったと表明している。
なお現在も富士山上空を飛行する民間航空ルートは存在するが、必ず計器飛行方式で飛行してなおかつ富士山より数千メートル高い充分な高度をとっているため山岳波の影響を受けにくく、それにより墜落する危険性は極めて低い。それでも富士山周辺での乱気流の発生が報告される際には、富士山が見えないくらい大きく迂回するコースを取る。特に航路が異なる羽田空港進入時に富士山の南側を飛行する際には八丈島付近まで南下することがある。

## 乗客
乗客のうち75名がアメリカ人団体客で、ミネソタ州の冷凍機器会社であるサーモキング社の成績優秀な販売代理店へのボーナスとして日本・東南アジア旅行に招待された、当時の同社の副社長ラルフ・ポーターを始めとする会社重役とその家族であった。このうち夫婦で参加していたのが26組で、両親を失った子供は63人にも上った。この旅行団は京都を訪問した後に事故に見舞われたので、新聞には京都・祇園の料亭「左阿弥」で開かれたすき焼きパーティーの際の記念写真が掲載された。
また、当時の国際線の運賃は高額であることから、当機にも外国人や日本人ビジネスマン、富裕層が多く乗っていた。映画『007は二度死ぬ』の撮影のために来日していた後述以外のスタッフや、ビルマ（現・ミャンマー）赴任中の夫の許へ向かっていたバリトン歌手立川清登の姉とその家族、第3次日本公演からの帰途にあったフランスのキャバレーカルーセル・ド＝パリ所属のドラァグクイーン一行などが犠牲となった。
一方で、映画『007は二度死ぬ』監督のルイス・ギルバート、制作者のハリー・サルツマン、アルバート・R・ブロッコリ、フレディ・ヤング、プロダクションデザインのケン・アダムも搭乗する予定だった上に当該機の機長と前夜夕食を共にしていたが、出発の2時間前になってそれまで都合がつかなかった忍法指南による忍者術の記録映画の披露が急遽行われることになりこの5名は搭乗をキャンセルし、難を逃れた。数時間後に遭難の知らせを受けた一行は青ざめ、「これが二度目の命だ」と胸を撫で下ろしたという。

## 慰霊碑
墜落現場の静岡県御殿場市の富士山麓・太郎坊付近の駐車場わきに、同機の墜落犠牲者のための慰霊碑が建立された。

## 1966年（昭和41年）の五連続事故
日本では1966年（昭和41年）に5件の航空事故が発生した。本事故は3件目であった。
- 全日空羽田沖墜落事故 - 東京湾羽田沖、2月4日。
- カナダ太平洋航空機墜落事故 - 羽田空港、3月4日。
- BOAC機墜落事故 - 富士山麓、3月5日。
- 日本航空羽田空港墜落事故 - 羽田空港、8月26日。
- 全日空松山沖墜落事故 - 松山沖、11月13日。